# 저어새아과
저어새류는 저어새과의 저어새아과에 속하는 조류의 총칭이다. 저어새를 비롯한 6종의 새를 포함하고 있다. 따오기아과와 함께 저어새과를 구성한다.

## 분류
- 황새목
  - 황새과 - 황새
- 사다새목
  - 사다새과 - 사다새
  - 왜가리과 - 왜가리
  - 주걱부리황새과 - 주걱부리황새
  - 망치머리황새과 - 망치머리황새
  - 저어새과
    - 따오기아과
    - 저어새아과

## 하위 종
저어새류의 6개 종은 2개의 속으로 나뉘며 전 세계에 걸쳐 분포하고 있다.
- 저어새속 (Platalea)
  - 노랑부리저어새 (Platalea leucorodia)
  - 저어새 (Platalea minor) - 한국과 중국, 일본에 퍼져있다.
  - 아프리카저어새 (Platalea alba)
  - Platalea regia
  - Platalea flavipes
  - 진홍저어새 (Ajaia ajaja)